# Klyngon gibberum
Klyngon gibberum is een vliesvleugelig insect uit de familie Eulophidae. De wetenschappelijke naam is voor het eerst geldig gepubliceerd in 2010 door Hansson & La Salle.